# Ptiloglossa eburnea
Ptiloglossa eburnea är en biart som beskrevs av Heinrich Friese 1904. Ptiloglossa eburnea ingår i släktet Ptiloglossa och familjen korttungebin. Inga underarter finns listade i Catalogue of Life.